# Meira
Meira és un municipi de la província de Lugo a Galícia. Pertany a la Comarca de Meira. Està situada al nord-oest de la província, entre la Comarca da Terra Chá i les Serralades Orientals, a l'Oest de la serra de Meira, al costat d'on neix el Miño en el lloc anomenat "Pedregal de Irimia",.

## Parròquies
- Meira (Santa María)
- Seixosmil (Santo Isidro).

| 4.475 | 4.087 | 2.228 | 2.004 | 1.789 |
| Fonts: INE i IGE (Els criteris de registre censal variaren i les dades de l'INE i de l'IGE poden no coincidir.) |       |       |       |       |

## Galeria d'imatges

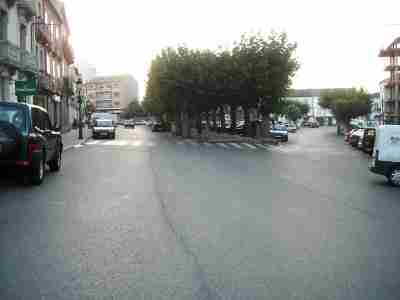
L'alameda de Meira, en el centre de la vila.
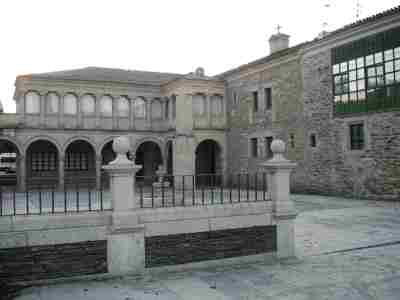
Part del darrere de l'actual casa de l'Ajuntament de Meira.
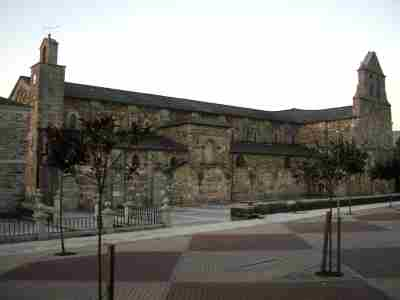
Lateral de la colegiata de Sta. Maria a Meira.